# Norges Industriforbund
Norges Industriforbund (NI) var ett förbund instiftat 1919 för att tillvarata den norska industrins gementsamma intressen med undantag av arbetsgivarfrågor. Norges Industriforbund utgav Norges Industri.
1988 upplöstes organisationen i samband med bildandet av Næringslivets Hovedorganisasjon.